# Fort Riley
Fort Riley est une base militaire américaine qui se trouve au nord du Kansas, entre les villes de Junction City et Manhattan. 25 000 personnes y travaillent[Quand ?] sur 407 km2.

## Histoire
Anciennement baptisée Camp Center, cette base militaire porte depuis juin 1853 le nom du général Bennett C. Riley (en) (1787-1853) qui a commandé le premier détachement militaire sur la piste de Santa Fe lors de la guerre américano-mexicaine.
En mars 1918, Fort Riley aurait été un des premiers foyers de l'épidémie de grippe espagnole. 500 soldats y ont été hospitalisés pour des symptômes de grippe, avant de partir pour l'Europe participer à la fin de la Première Guerre mondiale.

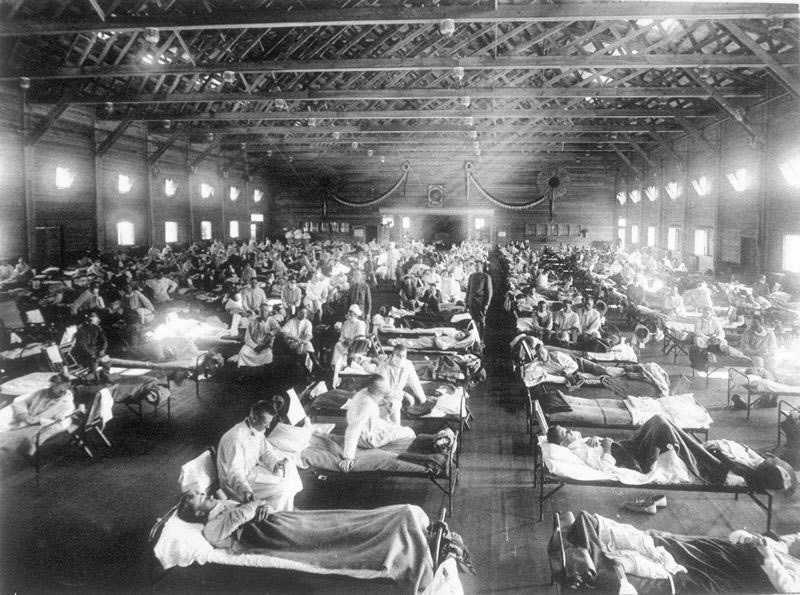
Soldats à l'hôpital de Camp Funston, Fort Riley